# Bojong Rawalumbu
Bojong Rawalumbu is een bestuurslaag in het regentschap Kota Bekasi van de provincie West-Java, Indonesië. Bojong Rawalumbu telt 74.615 inwoners (volkstelling 2010).